# Phaedrus
Phaedrus (* um 20/15 v. Chr. angeblich in Katerini (Griechenland), siehe Abschnitt Leben; † um 50 n. Chr.), voller Name wohl: Gaius Iulius Phaedrus (oder: Phaeder), war ein römischer Fabeldichter in den Regierungszeiten der Kaiser Augustus, Tiberius, Caligula und Claudius.

## Leben
Nach seinen eigenen Angaben (Prolog zu Buch III), bei denen fraglich ist, ob sie wörtlich zu nehmen sind, wurde Phaedrus ca. 15 v. Chr. auf dem Berg Pieros in Katerini (Griechenland) geboren, war also von Geburt Makedone. Er scheint aber in frühen Jahren nach Italien gekommen zu sein, da er berichtet, als Schüler die Verse des Ennius gelesen zu haben. Der Überschrift zu seinem Hauptwerk folgend, war er ein von Augustus freigelassener Sklave. Er zog sich den Zorn des Seianus, Tiberius’ Prätorianerpräfekten, aufgrund einiger angeblicher Anspielungen in seinen Fabeln zu, wurde vor Gericht gebracht und verurteilt – so gemäß seiner Selbstaussage im Prolog zu Buch III, das Eutychus gewidmet ist, in dessen Person einige Wissenschaftler den gleichnamigen berühmten Wagenlenker und Günstling des Caligula sehen. Phaedrus blieb aufgrund mangelnder Würdigung seiner Werke arm. Er starb wohl um 50 n. Chr.

## Werk

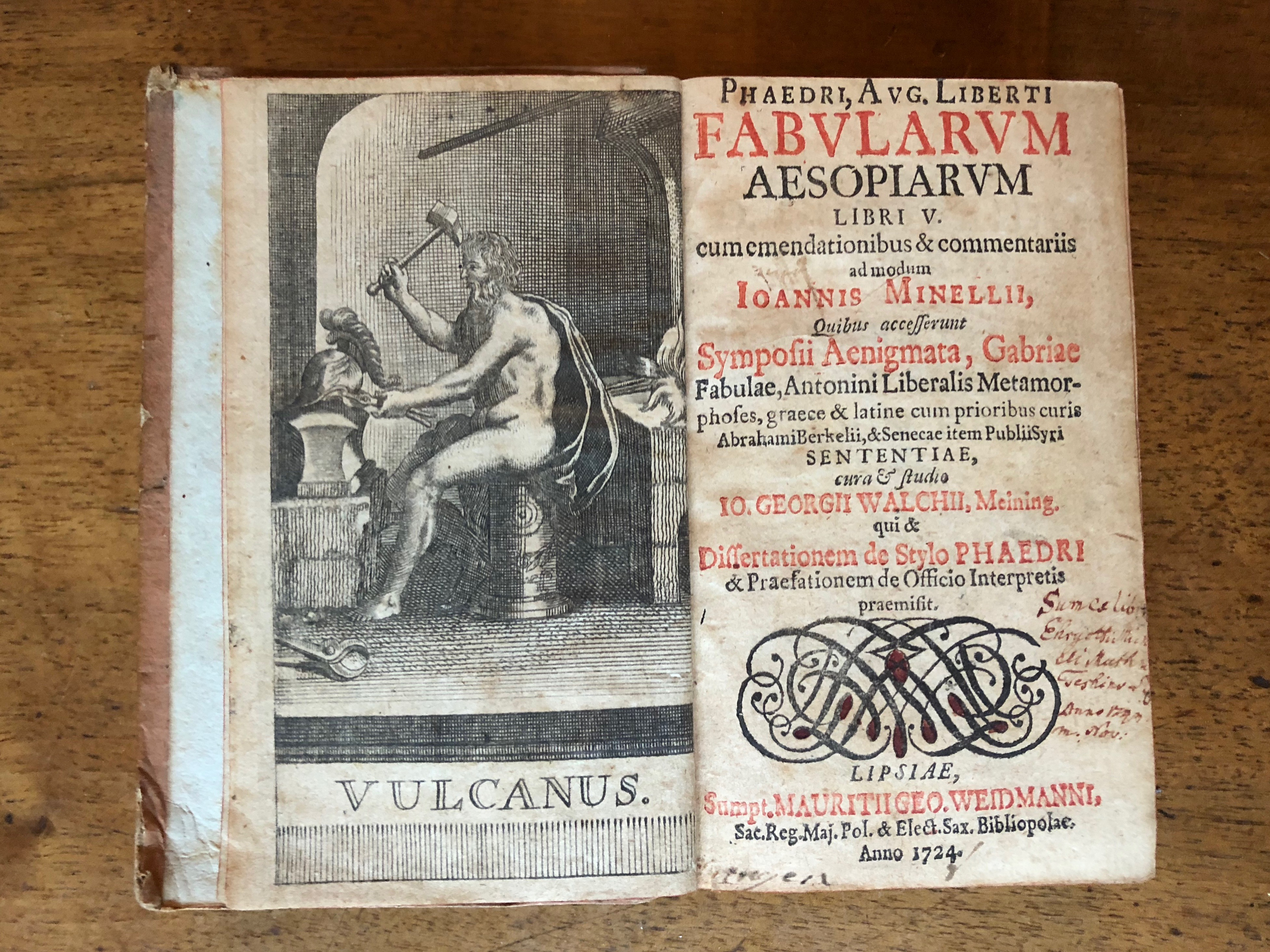
Fabeln, herausgegeben 1724 von Moritz Weidmann

### Allgemeines
Phaedrus’ Fabeln sind im jambischen Senar (sechsfüßiger Vers) gedichtet, dem Versmaß der volkstümlichen römischen Komödie. Sie sind auf fünf Bücher verteilt, die aber nicht vollständig überliefert sind. Das vierte Buch ist Particulo gewidmet, der literarisch dilettiert zu haben scheint. Der Zeitpunkt der Veröffentlichung ist unbekannt, aber Seneca erwähnt in Kapitel 27 der zwischen 41 und 43 verfassten Consolatio ad Polybium, in der er das Verfassen von Komödien als Trostmittel erwägt, namentlich lediglich Äsop, nicht aber Phaedrus. Womöglich hatte dieser also bis dahin nichts veröffentlicht.
Phaedrus gibt als literarisches Vorbild den griechischen Fabelschreiber Äsop an, der seine Werke in Prosaform verfasst hatte.
In den ersten zwei Versen seines Buches schreibt Phaedrus:
Aesop fand als Erster diesen Stoff;

den hab ich nun ausgeformt im Versmaß des Senars.
Phaedrus kommt das Verdienst zu, die originär griechische Gattung in eine eigenständige, lateinische Form gebracht und mit römischem Wertekolorit versehen zu haben. Die Fabel selbst ist eine kurze (brevitas), bisweilen dramatisierte, perspektivisch auktoriale Erzählung, die meist durch Tierfiguren, aber auch durch ausgeprägte Menschentypen, Pflanzen oder leblose Gegenstände ein Moralgebot oder eine Lebensweisheit veranschaulicht. Phaedrus fasste diese erstmals in Versform (jambische Senare). Die Fabeln werden eingeleitet oder abgeschlossen mit einer sentenziös zugespitzten moralischen Ausdeutung (Pro-/Epimythion).

### Aufbau einer Fabel
Die antiken Fabeln unterliegen den Gesetzen der antiken Regelpoetik. Sie haben stets einen Spannungsbogen, der in einer Klimax oder Pointe gipfelt. Die allgemeine Struktur ist wie folgt:
1. oft, aber nicht zwingend: eine moralische Sentenz (als Vorwort [promythium] oder als Nachwort [epimythium])
2. Ausgangssituation (res)
3. Handlung (actio),
4. oft mit einer Gegenhandlung (reactio) (ggf. auch in Gesprächsform)
5. Ausgang bzw. Ergebnis (eventus)

### Handlungsträger/Charaktere
Die handelnden, oft personifizierten Figuren verkörpern meist wenige, typische, oft negativ konnotierte Charaktereigenschaften aus dem menschlichen Bereich. Diese sind explizit genannt oder dem Leser implizit durch Rollenerwartungen präsent. Ferner prägt oft eine polarisierende Antithese den Plot: Existieren zwei Hauptakteure, werden sie oft gegensätzlich charakterisiert. Dabei werden häufig die Gegensätze „stark versus schwach“ und „moralisch überlegen versus moralisch unterlegen“ thematisiert. Oft wird über diese vordergründige Gestaltung hinaus die Gesellschaft als unmoralisch entlarvt.

### Intention
Phaedrus zufolge sind die Fabeln erfunden worden, damit sozial niedriger Stehende durch das unterhaltsame und verfremdende Medium (fictis iocis, Phaedrus III, prol. 33-44) ihre Meinung gefahrlos äußern können. Der Kontext reduziert sich nicht nur auf die römischen Beziehungen zwischen Herren und Sklaven (Phaedrus selbst war ja ein freigelassener Sklave), sondern umfasst vor allem Alltagsbeziehungen. Die Gesellschaftskritik setzt also oft im Kleinen an. Insgesamt problematisieren die Fabeln menschliches Verhalten und zielen auf dessen Änderung ab, mit einem pädagogischen Anspruch. Dieser zielt zwar auf die antike Leserschaft, doch finden sich viele Charaktereigenschaften und Verhaltensweisen auch in der heutigen Lebenswelt wieder. Die Fabel soll zugleich erfreuen und belehren (Phaedrus I, prol. 2-3).

### Rezeption
Obwohl Phaedrus oft auf den Neid und die Herabsetzung verweist, mit denen er verfolgt werde, scheint er wenig Aufmerksamkeit in der Antike auf sich gezogen zu haben. Er wird erwähnt von Martial (III, 20, 5), der einige seiner Verse imitiert, und von Avianus. Prudentius muss ihn gelesen haben, da er einige seiner Strophen nachahmt (Prud. Cath. vii. 115; ci. Phaedrus, iv. 6, 10).
Die griechisch-römischen Fabeln wurden besonders intensiv rezipiert, so etwa im Mittelalter durch Odo von Cheriton, der die Fabeln christlich-theologisch deutete, oder in der Neuzeit durch Jean de La Fontaine (1621–1695) oder Gotthold Ephraim Lessing (1729–1781).
Eine neue ikonographische Umsetzung der Phaedrus-Texte versuchten Werner Hensellek und Martin Neubauer, die 1991 unter weitgehender Wahrung des lateinischen Originaltextes die Darstellungsmöglichkeiten des modernen Comics ausnutzten.

### Überlieferungsgeschichte
Die erste nachantike Ausgabe der fünf Bücher des Phaedrus wurde von Pierre Pithou in Troyes 1596 nach einem Manuskript veröffentlicht, das jetzt im Besitz der Marquis von Rosanbo ist. Perotti (1430–1480), Erzbischof von Siponto, entdeckte in Parma ein Manuskript, das 64 Fabeln des Phaedrus enthielt, von denen mehr als 30 bislang unbekannt waren. Diese neuen Fabeln wurden 1808 in Neapel von Giovanni Antonio Cassitto erstveröffentlicht, ein Jahr später (wesentlich korrekter) von Cataldo Jannelli. Beide Ausgaben wurden verdrängt durch die Entdeckung eines wesentlich besser erhaltenen Perotti-Manuskripts im Vatikan, das Angelo Mai 1831 publizierte. Eine Zeit lang wurde die Authentizität dieser neuen Fabeln in Frage gestellt, mittlerweile sind sie jedoch als echte Fabeln des Phaedrus akzeptiert. Sie bilden kein sechstes Buch, zumal Avian berichtet, dass Phaedrus nur fünf Bücher schrieb, aber es ist auch nicht möglich, ihnen ihre etwaigen ursprünglichen Plätze in den fünf Büchern zuzuordnen. Daher werden sie üblicherweise als Anhang gedruckt.

## Bekannte Fabeln
- Canis per fluvium carnem ferens
- De vitiis hominum
- Lupus et Vulpes Iudice Simio

## Ausgaben
- Phaedri Augusti liberti fabulae Aesopicae. Recensuit usus editione codicis Rosanboniani ab Vlixe Robert comparata Louis Havet. Paris: Hachette 1895 [Nachdrucke: 1923, 1952] (xvi, 296 S.). – Monumentale Edition mit sehr gründlicher Berücksichtigung aller bisherigen philologischen Bemühungen um den Phaedrus-Text in der Neuzeit.
- Die Fabeln des Phädrus [in Auswahl]. In: Antike Fabeln. Mit 97 Bildern des Ulmer Aesop von 1476. Eingeleitet und neu übertragen von Ludwig Mader (Bibliothek der Alten Welt). Zürich: Artemis 1951 [= München: dtv 1973], dort S. 169–223.
- Phaedrus: Fabulae Aesopiae. In: Babrius and Phaedrus. Edited and translated by Ben Edwin Perry (Loeb Classical Library 436). Cambridge, Ma. / London 1965 u. ö., dort S. 190–417.
- Phaedri Augusti liberti Liber fabularum. Recensuit Antonius Guaglianone (Corpus Scriptorum Latinorum Paravianum). Turin: Paravia 1969 (xxxii, 199 S.).
- Die Diebe und der Hahn. Fabeln des Äsop und äsopische Fabeln des Phädrus. Hrsg. von Hans Marquardt, mit Tusch- und Federzeichnungen von Josef Hegenbarth. Leipzig: Reclam 1975 (126 S.).
- Phaedrus. In: Fabeln der Antike. Griechisch und lateinisch. Hrsg. und übersetzt von Harry C. Schnur (Tusculum-Bücherei). München: Heimeran 1978, dort S. 162–243.
- Phaedrus: Aesopische Fabeln. In: Antike Fabeln. Griechische Anfänge. Äsop. Fabeln in römischer Literatur. Phaedrus. Babrios. Romulus. Avian. Ignatios Diakonos. Aus dem Griechischen und Lateinischen übersetzt von Johannes Irmscher (Bibliothek der Antike). Berlin / Weimar: Aufbau-Verlag (1978) 2. Aufl. 1987, dort S. 165–242, ISBN 3-351-00461-3.
- Phaedrus: Liber fabularum / Fabelbuch. Lateinisch und deutsch. Übersetzt von Friedrich Fr. Rückert und Otto Schönberger. Hrsg. und erläutert von Otto Schönberger (Reclams Universal-Bibliothek 1144). Stuttgart: Reclam 1975 u. ö. (240 S.), ISBN 3-15-001144-2.
- Phaedrus: Die Fabeln. Mit Einleitung, Übersetzung, im Versmaß des Orig., mit kurzen Erläuterungen und Nachwort von Hermann Rupprecht. Mitterfels: Stolz 1992 (104 S.).
- Phaedrus: Der Wolf und das Lamm. Fabeln, Lateinisch – deutsch. Hrsg. von Volker Riedel (Reclam Universal-Bibliothek 1321). Leipzig: Reclam 1989 (284 S.), ISBN 3-379-00498-7.
- Phaedri Fabulae Aesopicae. Narrationes contextuit  composuitque dialogos Werner Hensellek, schedas comicas delineavit litterisque instruxit Martin Neubauer. Wien: Fassbaender 1991, ISBN 3-900538-92-1 (Comic-Bearbeitung).
- Eberhard Oberg (Hrsg.): Phaedrus – Fabeln. Tusculum Studienausgaben/Sammlung Tusculum. 2. Auflage. Akademie-Verlag, Berlin 2011, ISBN 978-3-05-005268-7.
- J. Briscoe, Stuttgart/Leipzig 1998.
- Phaedrus: Fabulae aesopiae (= Teubner). Hrsg. von Giovanni Zago. De Gruyter, Berlin/Boston 2020. ISBN 978-3-11-031632-2.